# Козацька церква Святої Покрови (Кам'янське)
Козацька церква Святої Покрови — чинна церква Кам'янського благочиння Дніпропетровської єпархії Православної церкви України у Кам'янському. Настоятель храму: ієромонах Феодосій (Алісов)

## Історія
Козацьку церкву святої Покрови, як релігійну громаду УПЦ КП, було офіційно зареєстровано 15 червня 1998 року. Парафія не мала типового храму, а також не було можливості збудувати новий. Натомість, рішенням місцевої влади, релігійній громаді виділили приміщення, що знаходиться за адресою провулок Більшовицький, 3. Та ця будівля не могла повною мірою задовольнити потреби віруючих.
Тому 7 червня 2006 року Божого будівля храму стала розміщуватися по вулиці Скаліка (нинішня Слісаренка), 34. Рішенням Дніпродзержинської міської ради від 31 березня 2010 року, Козацькій церкві святої Покрови було передано з власності комунального підприємства «Дніпродзержинське житлове об'єднання» у безоплатне користування частину будівлі за адресою: вул. Скаліка, 34.

## Сьогодення
Храм працює щоденно з 8:00 до 15:30 без перерви та вихідних. Тут здійснюються різноманітні таїнства і треби (освячення, маслособорування, благословення, хрещення, Сповідь та Причастя, Вінчання, поховання тощо).